# Darn That Dream (album)
Darn That Dream è un album discografico a nome del Petrucciani Trio, pubblicato dall'etichetta discografica Celluloid Records nel 1982.

## Tracce

### LP
Lato A
1. Just Friend – 5:49 (Sam M. Lewis, John Klenner)
2. You Don't Know What Love Is – 9:41 (Don Raye, Gene de Paul)
3. Corcovado – 5:33 (Antônio Carlos Jobim)

Lato B
1. Lover Man – 9:55 (Jimmy Davis, Roger Ram Ramirez, James Sherman)
2. Darn That Dream – 4:36 (Eddie De Lange, Jimmy Van Heusen)
3. Straight, No Chaser – 7:44 (Thelonious Monk)

- Il brano Just Friends, sulla copertina dell'album originale è riportato Just Friend
- Il brano Straight, No Chaser, sulla copertina dell'album originale è riportato Staite No Chaser

## Formazione
- Michel Petrucciani - pianoforte
- Antoine Petrucciani - chitarra
- Louis Petrucciani - contrabbasso

Note aggiuntive
- Jean Corti - produttore esecutivo
- Registrazioni effettuate presso lo Studio CMD di Marsiglia (Francia)
- Jean Luc Chapey - ingegnere delle registrazioni
- Mephisto - foto copertina album originale
- Stèphane Heurtaux - progetto grafico copertina album originale[1]